# Sie7e
David Rodríguez Labault (Bayamón, 26 de julio de 1977), conocido por su nombre artístico Sie7e, es un cantautor puertorriqueño, ganador de un Grammy Latino. Es conocido por el tema «Tengo tu love».

## Biografía
David Rodríguez Labault, conocido como Sie7e por su fecha de nacimiento, estudió ingeniería de sonido en Estados Unidos, mientras colaborada con varios proyectos de música. Luego de regresar a Puerto Rico, empezaría a trabajar en publicidad.
En 2005, decidió dedicarse a la música, lanzando su primer disco homónimo al año siguiente. Posteriormente, lanzaría  dos álbumes más, el último de ellos Mucha cosa buena, en 2011. Sie7e firmó primero con Universal Music, pero en 2011, firmó con Warner Music Latina .
El 10 de noviembre de 2011 ganó el Grammy Latino al Mejor Artista Nuevo.
Rodríguez estuvo casado con su esposa, Jessica, con quien tienen un hijo en común, Jai. En octubre de 2023 se divorciaron.
En diciembre de 2023 sacó su sencillo «Ya no tengo tu love» en referencia a su divorcio ocurrido en octubre de 2023.

## Discografía
- Sie7e (2006)
- Para Mí (2008)
- Mucha Cosa Buena (2011)
- Relax (2014)
- Cafetería con canela (2019)
- Gaia (2020)
- Origami (2023)